# 前田知惠
前田知恵（まえだ ちえ、1981年3月8日—）是一名日本女演员，出生於日本东京。她的經紀公司曾经是田邊事務所，现為自由职业者。

## 生平
前田知恵有一个姐姐和一个弟弟。前田知恵从小就梦想成为一名演员，当她还是成徳学園高等学校的学生时，她看到了中国电影《霸王別姬》和《宋家皇朝》，她對此感到非常震惊，于是在1999年3月高中毕业后就独自去了中国。
她搬到了北京市朝陽區，先後在中日青年研修大学和北京电影学院参加汉语培训。2000年被北京电影学院表演系录取。同年，电影导演冯小宁来到北京电影学院，确定前田知恵為电影《紫日》的女主演。她在这部电影中饰演了第二次中日战争末期与蘇聯女兵和中国農民一起被日本士兵追杀的日本女学生。她也因為這部電影入选 "2004·中国百名影视新星榜 "。
2005年，她主演了两部电影。她在第二部电影《秋雨》裡扮演一名爱上中国青年的日本女留学生。后来她回到了日本，并在2006年和2007年出现在NHK教育頻道的《中国語会話》节目中。

## 出演

### 節目
- 中国語会話（日语：中国語会話）（NHK教育頻道，2006年4月-2008年3月）
- 私的チャイナビ（日语：私的チャイナビ）（TBS電視台，2007年2月）

### 電影
- 異国的女孩
- 哥們儿（2000年） - 台灣電影
- 葵花劫（日语：戦場に咲く花）（2001年） - 日中合作
- 紫日（2001年） - 主演
- 北京之恋—四郎探母 -（2004年） - 飾演橋本梔子
- 秋雨（2005年） - 主演

### 電視劇
- 永恒恋人
- 世界奇妙物語（富士電視台，2007年3月26日）
- OL日本（日本電視台，2008年） - 木村紅葉役[3]
- 冲绳岛上最后的医疗辅助师（日语：ニセ医者と呼ばれて 〜沖縄・最後の医介輔〜） （2010年12月9日，讀賣電視台）

### 声優
- 宝莲灯（日语配音版） - 配音沈香

## 脚注
1. ↑  . 新浪娛樂.   [2021-05-28]. （原始内容存档于2018-11-29）.
2. ↑  . 搜狐網.   [2021-05-28]. （原始内容存档于2012-03-11）.
3. ↑  . OLにっぽん. 日本電視台. 2008-11-14  [2019-09-16]. （原始内容存档于2009-08-31）.

## 外部連接
- 前田知恵オフィシャルブログ - 「Tea Time 前田的博客」 （页面存档备份，存于）
- 情報誌ALPS Vol.91 インタビュー「前田知恵さん 夢、その実現に向けて」PDF（地域社会ライフプラン協会、2008年10月14日取材）